# 620
620 (DCXX na numeração romana) foi um ano bissexto do século VII, do Calendário Juliano, da Era de Cristo, teve início a uma terça-feira e fim numa quarta-feira, com as letras dominicais F e E.
| ano completo                          |
| ------------------------------------- |
| Ano bissexto com início à terça-feira |